# Pieter Snayers

Slaget vid Vita berget målat av Pieter Snayers.

Pieter Snayers, född 24 november 1592 i Antwerpen, död 1666 eller 1667 i Bryssel, var en flamländsk bataljmålare.
Snayers, som var elev till Sebastian Vrancx, blev "mästare" 1613 och hovmålare hos ståthållaren i spanska Nederländerna 1628. Han målade vanligen scener från trettioåriga kriget – stora dukar, som, därför att horisonten är för hög, ofta mer liknar väldiga kartor än tavlor, men alltid utmärks genom livligt och väl tecknade hästar och figurer. Som han emellertid lade mer vikt på topografisk och strategisk riktighet (han målade mest för huset Habsburgs räkning), har hans tavlor framför allt intresse i krigshistoriskt avseende. Snayers målade även mindre tavlor (jaktstycken, landskap med rövare och så vidare).